# Starlin Castro
Starlin DeJesus Castro (San Fernando de Montecristi, 24 marzo 1990) è un giocatore di baseball dominicano.

## Carriera

### Chicago Cubs
Castro firmò come free agent con i Chicago Cubs nel 2006 e iniziò la sua carriera nel professionismo, nella Dominican Summer League, nel 2007.
Castro debuttò nella MLB il 7 maggio 2010, al Great American Ball Park di Cincinnati contro i Cincinnati Reds, battendo un fuoricampo nel suo primo turno in battuta. La sua prima stagione terminò con una media battuta di .300, 3 fuoricampo e 41 punti battuti a casa (RBI), finendo quinto nel premio di MVP della National League. Malgrado la buona produzione offensiva, faticò in difesa, classificandosi secondo nella National League con 27 errori. L'anno seguente, nella prima stagione completa, divenne il più giovane giocatore di sempre dei Cubs a venire convocato per l'All-Star Game. A fine anno divenne inoltre il più giovane giocatore di sempre a guidare la National League in valide con 207. Castro giocò con i Cubs fino al 2015, venendo convocato nuovamente per l'All-Star Game nel 2012 e nel 2014.

### New York Yankees
L'8 dicembre 2015, Castro fu scambiato con i New York Yankees per il lanciatore Adam Warren e Brendan Ryan. Nella prima stagione con la nuova maglia batté la millesima valida in carriera (il 9 aprile) e un nuovo primato personale di 21 fuoricampo. Nel 2017 fu convocato per il quarto All-Star Game in carriera. La sua stagione regolare si chiuse con una media battuta di .300, 16 fuoricampo e 63 RBI, con gli Yankees che giunsero fino alla American League Championship Series dove furono eliminati per quattro gare a tre dagli Houston Astros.

### Miami Marlins
L'11 dicembre 2017 Castro fu scambiato con i Miami Marlins assieme ai prospetti delle minor league Jorge Guzmán e Jose Devers per l'MVP della National League in carica Giancarlo Stanton. Terminata la stagione 2019, i Marlins declinarono l'opzione per il 2020, rendendo Castro free agent.

### Washington Nationals
Il 7 gennaio 2020, Castro firmò un contratto biennale dal valore complessivo di 12 milioni di dollari con i Washington Nationals. Il 14 agosto contro gli Orioles, si fratturò un polso nel tentativo di raggiungere in tempo una base durante una fase di gioco. Il 22 agosto annunciò la necessità di un'operazione chirurgica, perdendo quindi il resto della stagione.
Il 2 settembre 2021, Castro venne svincolato dai Nationals dopo aver scontato trenta giorni (dal 16 luglio) di sospensione a causa della violazione politica della MLB sulla violenza domestica.

## Palmarès
- MLB All-Star: 4

2011, 2012, 2014, 2017
- Capoclassifica della NL in valide: 1

2011
- Giocatore della settimana: 2

NL: 3 aprile e 7 agosto 2011